# Militärputsch in Zypern 1974
Der Militärputsch von 1974 in Zypern war ein Staatsstreich, der von der Zyprischen Nationalgarde durchgeführt und von der griechischen Militärjunta unterstützt wurde. Am 15. Juli 1974 setzten die Putschisten den amtierenden Präsidenten Zyperns, Erzbischof Makarios III., ab und setzten den pro-Enosis-Nationalisten Nikos Sampson ein. Das Sampson-Regime wurde als Marionettenstaat beschrieben, dessen letztendliches Ziel die Annexion der Insel durch Griechenland war. Zuerst proklamierten die Putschisten dafür die Gründung der „Hellenischen Republik Zypern“. Der Putsch wurde von den Vereinten Nationen als illegal angesehen und führte unmittelbar zur türkischen Invasion und der anhaltenden türkischen Besetzung Nordzyperns.

## Hintergrund
Die Republik Zypern wurde 1960 mit den Zürcher und Londoner Abkommen gegründet, wobei die griechischen Zyprioten und die türkischen Zyprioten die beiden Hauptgemeinschaften des neuen Staates bildeten. Nach Verfassungsänderungen, die von Makarios III. vorgeschlagen und von den türkischen Zyprioten abgelehnt wurden, brachen interkommunale Gewalttätigkeiten aus, die Vertretung der türkisch-zyprischen Bevölkerung in der Regierung endete. Teilweise aufgrund von Zwangsmaßnahmen und teilweise aufgrund des freiwilligen Rückzugs begann die türkisch-zyprische Bevölkerung in eigenen Enklaven zu leben.
Griechenland hatte seit den 1950er Jahren eine nationale Politik der Enosis verfolgt, um die Vereinigung der Insel mit Griechenland zu erreichen. Nach 1964 versuchte die griechische Regierung, Makarios' Politik zu kontrollieren, und nachdem dieser sich geweigert hatte, Athen zu gehorchen, versuchte sie, seine Regierung zu destabilisieren. Nachdem eine extremistische Militärjunta 1967 in Griechenland die Macht übernommen hatte, unterstützte diese die rechtsextreme EOKA-B-Gruppe gegen Makarios. Dimitrios Ioannidis, der de facto Anführer der Junta, glaubte, dass Makarios kein echter Befürworter der Enosis mehr war, und verdächtigte ihn sogar, ein Sympathisant der Kommunisten zu sein. Zwischen 1971 und 1974 wurden von der griechischen Regierung fünf Pläne ausgearbeitet, um die Regierung von Makarios zu stürzen.

## Der Putsch
Der Putsch wurde von Dimitrios Ioannidis, dem Schattenführer der griechischen Junta, angeordnet, und griechische Offiziere führten die zyprische Nationalgarde an, um den Präsidentenpalast in Nikosia zu stürmen. Das Gebäude brannte fast vollständig nieder. Makarios entkam bei dem Anschlag nur knapp dem Tod dank der Bemühungen seiner Präsidentengarde, die am 15. Juli 1974 an einer Operation zur Rettung Makarios' beteiligt waren. Dank dieser Operation konnte er durch die Hintertür des Präsidentenpalasts fliehen und sich nach Paphos begeben, wo die Briten ihn am Nachmittag des 16. Juli aufspüren konnten und ihn mit einem Transportflugzeug der Royal Air Force von Akrotiri nach Malta und von dort am nächsten Morgen nach London flogen. Am 19. Juli nahm er an einer Sitzung des Sicherheitsrats der Vereinten Nationen in New York teil und hielt eine Rede, in der er erklärte, dass Zypern von Griechenland besetzt worden sei.
Das neu errichtete Regime wurde als extremistisches Marionettenregime der griechischen Junta beschrieben. Am 15. Juli zwischen 8 und 9 Uhr verkündeten die Putschisten ihren Sieg im staatlichen Fernsehsender Cyprus Broadcasting Corporation mit den Worten: „Die Nationalgarde ist eingegriffen, um die problematische Situation zu lösen. [...]. Makarios ist tot.“ Vor seiner Flucht hatte Makarios jedoch in einer privaten Sendung in Paphos verkündet, dass er am Leben sei. Die neue Regierung zensierte die Presse stark und stoppte den Druck linker Zeitungen. Nur die rechten Zeitungen erschienen weiterhin, wobei ihr Stil sehr propagandistisch wurde. Sampson verkündete in den Tagen nach dem Putsch nicht offen seine Absicht, die Enosis zu erreichen, sondern konzentrierte sich stattdessen darauf, jegliche Unterstützung für Makarios zu unterdrücken und seine Regierung durch massive Propaganda zu diffamieren.
Als Reaktion auf den Putsch erklärte Rauf Denktaş, der Führer der türkischen Zyprioten, dass er davon ausgehe, dass die Ereignisse zwischen griechischen Zyprioten stattfänden, und forderte die türkischen Zyprioten auf, nicht auf die Straße zu gehen, sowie die UNFICYP, umfassende Sicherheitsmaßnahmen für die türkischen Zyprioten zu ergreifen. Die zyprische Nationalgarde unternahm keine Versuche, in die türkisch-zyprischen Enklaven einzudringen, durchsuchte jedoch griechisch- und türkisch-zyprische Häuser in gemischt besiedelten Dörfern, um Waffen zu beschlagnahmen. Die türkische Regierung machte die UNFICYP darauf aufmerksam, dass Munition von Olympic Air nach Zypern transportiert worden sei. Ob die türkischen Zyprioten direkt unter dem Putsch gelitten haben, ist umstritten, aber Sampson galt aufgrund seiner Pro-Enosis-Politik und seiner brutalen Vorgehensweise gegen die türkischen Zyprioten im Jahr 1963 als nicht vertrauenswürdig.
Nach dem Putsch begann die neu gegründete Junta mit der Verfolgung von Anhängern Makarios', was zu einer Reihe von Todesfällen und der Inhaftierung einer „erheblichen Anzahl“ von Personen führte. Die Zahl der Todesopfer des Putsches ist nach wie vor umstritten, da die Regierung die Todesfälle infolge des Putsches unter den Vermissten aufgrund der türkischen Invasion aufführt. Laut Haralambos Athanasopulos wurden mindestens 500 Namen von der Junta auf die Liste der 1617 vermissten griechischen Zyprioten gesetzt, deren Tod den Türken und türkischen Zyprioten angelastet wird. Laut Milliyet vom 19. Juli 1974 kam es in Paphos zu gewalttätigen Zusammenstößen, und selbst ohne Paphos belief sich die Zahl der Todesopfer aufgrund der Kämpfe zwischen griechischen Zyprioten auf etwa 300 Zivilisten und 30 griechische Soldaten, deren Leichen nach Athen überführt wurden.

## Folgen
Als Reaktion auf den Putsch marschierte die Türkei am 20. Juli 1974 auf Zypern ein und erklärte, dass diese Aktion im Einklang mit dem Londoner Garantievertrag von 1959 stehe. Türkische Truppen übernahmen die Kontrolle über den Norden der Insel entlang der sogenannten Grünen Linie teilte, wodurch etwa ein Drittel des Gesamtgebiets abgespalten wurde. Sampson trat zurück, das Militärregime, das ihn eingesetzt hatte, brach zusammen, und Makarios kehrte zurück. Das Zypern-Desaster leitete kurz darauf auch das Ende der Militärdiktatur in Griechenland ein. Die türkischen Zyprioten gründeten eine unabhängige Regierung für den von ihnen sogenannten Türkischen Föderativstaat von Zypern mit Rauf Denktaş als Präsident. 1983 proklamierten dieser im nördlichen Teil der Insel die Türkische Republik Nordzypern, die bis heute ein De-facto-Regime ist.